# Love Like This
Love Like This is een nummer van de Amerikaanse R&B-zangeres Faith Evans uit 1998. Het is de eerste single van haar tweede studioalbum Keep the Faith.
Het gitaarloopje in "Love Like This" is gesampled uit het nummer "Chic, Cheer" van Chic, vandaar dat bandleden Bernard Edwards en Nile Rodgers ook vermeld staan op de credits. Het nummer werd een grote hit in de Verenigde Staten; het haalde de 7e positie in de Billboard Hot 100. In Nederland had het nummer met een 13e positie in de Tipparade een stuk minder succes. Hoewel het nummer in Vlaanderen geen hitlijsten bereikte, werd het daar wel een radiohit.